# Suikinkucu
Suikinkucu (水琴窟, dobesedno "jama z vodnim kotom") je oblika japonskega vrtnega okrasja in glasbeni inštrument. Sestavljen je iz narobe obrnjene posode z luknjo pri vrhu, zakopane med kamenje. Voda priteka skozi to luknjo in pada v majhen vodni bazenček znotraj posode, kar ustvarja prijetne zvoke kapljanja, ki odmevajo kot zvon ali japonske citre, imenovane koto. Navadno je postavljen poleg kamnitega korita čozubači in je del cukubaja, kjer se pred japonskim obredom pitja čaja operejo roke.

## Tradicionalna izgradnja
Izgradnja suikinkucuja je težja kot izgleda, saj je potrebno za zagotavljanje lepega zvoka vse komponente medsebojno dobro uglasiti. Najpomembnejši del inštrumenta je posoda, zakopana pod zemljo. Najprej so uporabljali povsod razširjene posode za shranjevanje riža ali vode, lahko pa tudi loščene ali neloščene keramične lonce. Danes so na voljo tudi komercialni kovinski suikinkucuji. Najprimernejše naj bi bili neloščene posode, saj groba površina omogoča boljše zbiranje kapljic. Višina posode je med 30 cm in 1 metrom, premer pa od 30 do 50 cm. Luknja na vrhu ima premer okoli 2 cm. Dobra posoda bo ustvarila zvok, ki spominja na zvenenje zvona, dober zvok pa posode pa pomeni tudi dober suikinkucu. Počena posoda ne proizvede dobrega zvoka. 
Suikinkucu počiva na podlagi iz proda. Včasih je del podlage tudi plast zemlje (gline), kar zadržuje del vode v posodi. Cev, vstavljena preko plasti podlage, omogoča uravnavanje gladine vode v posodi. Včasih so strani posode obložene s keramičnimi ploščicami. Preko suikinkucuja so položeni kamni v velikosti pesti.
Tradicionalno je vedno postavljen poleg čozubačija, posode, kjer si gostje pred obredom pitja čaja umijejo roke. Suikinkucu je navadno zakopan med takšno posodo in spremljevalnim kamnom. Zasnova in materiali pri izdelavi suikinkucuja se med regijami Japonske zelo razlikujejo.
Pred enim čozubačijem je navadno zakopan samo eden suikinkucua ni vedno tako. Primer dvojne postavitve je pred gradom Ivasaki v mestu Nišin, prefektura Aiči in na Univerzi v Kjotu. Ker morata biti odprtini na loncu zaradi dimenzij posod vsaj 50 cm narazen, je težko določiti najprimernejšo ergonomsko točko, nad katero bi se umivale roke tako, da bi voda tekla v obe posodi. Zvok se zato ustvari z namernim škropljenjem vode preko dveh določenih točk in ne kot posledica umivanja rok. Možni so tudi suikinkucuji z več posodami, na primer tremi v vrtu Širotori v Nagoji.

## Sodobne različice
Obstajajo številne sodobne različice oblik tradicionalnih suikinkucujev. Spodnji seznam prikazuje nekatere možnosti.
- Sodobni suikinkucuji niso vedno poleg čozubačija, kot veleva tradicija.
- Suikinkucu lahko preplavlja stalen pretok vode za neprekinjen zvok suikin'on, za razliko od spodaj omenjenih različic rjusuion in suitekion.
- Kovinski suikinkucu so na voljo v komercialni prodaji.
- Obstajajo tudi nadzemeljske različice suikinkucuja kot del skulptur.[1]
- Suikinkucu so nameščeni tudi v zaprtih/notranjih prostorih.
- Komercialni prostori (restavracije, trgovine in tudi pisarne) so lahko opremljeni z elektroniko, ki ojača zvok suikinkucuja za predvajanje po zvočnikih.
- Dodatna cev lahko prenaša zvok iz vdolbine posode v drug prostor (npr. notranjost hiše).[2]

## Zgodovina
V preteklosti so se suikinkucuji imenovali tosuimon (洞水門, dobesedno »vodna vrata«), a so bili redko v uporabi na japonskih vrtovih. Menijo, da so bili lonci sprva zakopani zraven korita za umivanje kot sistem drenaže. Ko so vrtnarji ugotovili, da lahko ustvari zvok, so ga želeli izboljšati. Popularnost se je povečala v obdobju Edo (1603-1867) hkrati s kamnitim koritom čozubači. Učitelj obreda pitja čaja Enšu Kobori je imel na svojem vrtu suikinkucu, zaradi česar ga včasih imenujejo za izumitelja tega inštrumenta. Proti koncu obdobja Edo je tradicija zamirala. Ponovno je postala popularna šele med obdobjem Meidži (1867-1912).
Na začetku 20. stoletja, tj. zgodnje obdobje Šova, so na napravo skoraj pozabili. V poročilu profesorja Kacuza Hirajame z Univerze v Tokiu iz leta 1959 sta navedena samo sva, pa še ta napolnjena z zemljo in nedelujoča. Novinar časopisa Asahi Šinbun je leta 1982 javnost prosil za podatke o suikinbucujih, kar je vodilo v odkritje mnogih naprav in mnoge članke o tej temi. Leta 1985 je televizija NHK predvajala oddajo o tej napravi in sprožila postavitev mnogih novih suikinbucujev.

## Akustika
Zvok suikinkucuja ima v japonščini svoje ime - suikin'on. Razdelimo ga lahko še dve podskupini. Rjusuion je zvok prvih kapelj z začetka umivanja rok. Suitekion je zvok velike količine vode med umivanjem in vode s konca umivanja.
Pri vrhunskem suikinkucuju padajo kapljice vode v bazenček iz različnih delov površine posode. Neloščena posoda bolje drži vlago, zato izhajajo kaplje na več delih površine. Padec kapljice na površino vode ali drugega materiala povzroči zvok, ki ga oblika posode ojači. Zraven nekaterih suikinkucujev je tudi bambusova cev, ki ujame in ojača zvok, če je en konec posajen v zemlji poleg posode, drug pa prislonjen ob uho. 
Pravijo, da ustvarja vsak suikinkucu edinstven zvok.

## Filozofija
Pomemben element zasnove suikinkucuja je, da je skrit pred pogledi. Obiskovalec med umivanjem rok zasliši prijetne zvoke izpod zemlje. Umivanje rok lahko tako razumemo tudi kot igranje na suikinkucu, saj se zvok oblikuje kmalu po umivanju. Jasen zvok vodnih kapljic naj bi bil sproščujoč, zato pa tudi lep in miren.

## Razno
Leta 1995 je Umetniški center Takasaki izdal CD-posnetek dvojnega suikinkucuja. Nek drug umetnik je izdal CD glasbe z računalniško ustvarjenimi zvoki te naprave. Številni glasbeniki uporabljajo zvoke suikinkucuja na svojih posnetkih. Muzikolog Naoko Tanaka je eden prvih raziskovalcev inštrumenta. Steven Feld je izdal CD glasbe teh podzemnih citer.